# Microlepia pinnata
Microlepia pinnata là một loài thực vật có mạch trong họ Dennstaedtiaceae. Loài này được (Cav.) Bedd. miêu tả khoa học đầu tiên năm 1883.